# 淘宝網
淘宝網（タオバオワン、簡体字：淘宝网、ラテン文字：Taobao、略称：タオバオ）は、中華人民共和国のオンラインモール。2003年にジャック・マーが創業したアリババ・グループによって設立された。本社は浙江省杭州市。法人名は浙江淘宝網絡有限公司（簡体字：浙江淘宝网络有限公司）。

## 概要
同社の広報によると、“淘宝（タオバオ、Taobao）”の意味は、「見つからない宝物はない、売れない宝物はない」とされる。また、2年という短い期間で、すぐにオンラインショッピング市場を制覇し、中国のオンラインショッピング市場シェアの約70%となった。
2006年12月まで、タオバオのメンバーは3000万件以上登録され、2006年の取引額は169億元である。2008年第1クオーター取引が188億元を超えたことで、B2C（企業対消費者取引）の試験を開始した。店を開くのに費用が不要で、携帯電話と身元認証だけで十分であるとされている。
一方、ジャック・マーは「招財進宝（Zhaocaijinbao）は3年間は無料」の約束を破ったことで、出店者側に反対されていたが、最終的には和解した。
タオバオの支払い方法はアリペイ（支付宝）を使用している。
サムスン電子、ハイアールなどの有名企業が出店している中、日系企業では、ユニクロが2009年4月16日に同サイトにオンライン店舗を開業した。「淘宝網」の発表によると、ユニクロ電子店開業から11日間で、取引件数は計3,000件近く、売上金額は計30万元以上となり、ユニクロ中国すべての実店舗の同期実績合計を超える集客力をみせている。
同社の発表によると、2009年6月30日時点で、ユーザー数は1億4500万人である。これは、中国インターネット情報センター統計発表の中国国内のインターネット利用者数（5億人）のうち、約42.9%となる。
2009年上半期の取引総額は809億元。取り扱い商品の売上高ランキングでは、トップ10は日用雑貨、ファッション、携帯電話、化粧品、運動用品、アクセサリー、出版物、ノートパソコン、低価格家電製品、デジタルカメラ・ビデオカメラであった。
2008年の取引総額は前年比2.31倍の999億6000万元。2009年上半期の取引総額は、前年同期比87.7%増で、金融危機にも関わらず驚異的な伸び率を維持した。特に、B2C業務での成長が顕著で、2009年上半期のB2C売上高は2008年通年の売上高の3倍となった。
2010年6月1日、ヤフーと提携し、Yahoo! JAPANにて淘宝の商品を販売する「Yahoo!チャイナモール」、淘宝にてYahoo!ショッピングの商品を販売する「淘日本」をそれぞれ開設した。2012年5月17日を以って両者はサービスを終了した。

## サービス

### アリペイ
2004年に開始されたAlipay（簡体字中国語：支付宝；繁体字中国語：支付寶；ピンイン：Zhīfùbǎo）は、エスクロー（条件付き預託）ベースのオンライン決済プラットフォームです。これはTaobaoマーケットプレイスで好まれている決済ソリューションです。中国で最も広く使われているサードパーティのオンライン決済ソリューションです。取引の安全を確保するために、Alipayはエスクローシステムを使用しており、購入者が商品を満足のいく状態で受け取った後にのみ、売り手に支払いが行われます。Alibabaグループのウェブサイトによると、Alipayは複数の金融機関に加え、VisaやMasterCardとも提携し、中国国内外での決済を簡素化しています。
導入当初、Alipayの必須機能であるエスクローは電子商取引プラットフォームにおける大きな制度的革新でした。 これがTaobaoが中国市場でeBay/EachNetを凌駕した主な理由となりました。

### アリエクスプレス
AliExpressは2010年4月に国際的な小売サイトとして設立されました。 海外に住む人々がオンラインで中国の製造者から商品を購入できるサービスです。AliExpressは世界中の販売者が集まる国際的なプラットフォームであり、これがカスタマーサービスの提供に追加の複雑さをもたらしています。カスタマーサービスの目的は、顧客が注文した商品を良好な状態で受け取り、費やしたお金に対して完全な価値を得られることを保証することです。また、購入者と販売者間の紛争が発生した際にもサポートを提供します。  

### アリワンワン（トレードマネージャー）
Taobaoマーケットプレイスは、購入前に内蔵の専用インスタントチャットプログラムであるAliWangWang（中国語：阿里旺旺；ピンイン：ĀlǐWàngWàng）を使って、買い手と売り手がコミュニケーションをとることを可能にしています。

### バオパルズ
2016年2月、上海に住む３人の外国人がBaopalsという販売プラットフォ ームを開始しました。これはTaobaoとTmallを英語に翻訳し、 中国に住む外国人がその商品やサービスへアクセスできるようにしたものです。このプラットフォームでは240万点以上の商品が販売されました。